# Chiva (Arménia)
Chiva (em armênio: Չիվա) é uma aldeia do município de Areni, na província de Vaiose Zor, na Armênia. Segundo o censo de 2011, havia 698 habitantes.